# Osori Gutiérrez
Osorio Gutiérrez, anomenat el Conde Santo (Tierra de Campos, regne de Lleó, primera meitat del s. X - San Salvador de Lourenzá, Lugo, final del s. X) fou comte de Vilanova de Mondoñedo i, retirat de la vida mundana, monjo benedictí. És venerat com a sant per l'Església catòlica.

## Biografia
Fill del comte Gutierre Osorio i d'Aldonça, era natural de Tierra de Campos i estava emparentat amb la casa reial d'Astúries i sant Rossend de Celanova. Fou educat i era versat en astrologia
Va ajudar els reis Ordoni III de Lleó, Sanç el Gras i Ramir III de Lleó en les seves campanyes contra els musulmans; fou a la batalla de Simancas. A la mort del seu pare i del seu oncle Ordoni, sense fills, va heretar nombroses propietats a Galícia, on anà a viure. Va casar-se amb Urraca Núñez Osorio, cosina seva, amb qui tingué dos fills i una filla.
Vidu i amb grans riqueses, va dedicar-se cada cop més a la pregària i la caritat i va decidir de fer vida religiosa. Va fer reconstruir el monestir de San Salvador de Lorenzana (Vilanova de Lourenzá, Lugo); en escriptura de 969, atorgava al monestir rendes i béns d'altres monestirs propers, enriquint-lo. Vuit anys més tard, quan les obres de restauració van acabar, hi entrà com a monjo benedictí en 977. La seva vida va ésser-hi exemplar i, ja molt gran, va fer pelegrinatge a Terra Santa, amb sis companys, embarcant a la Corunya. Un any més tard en tornà i poc després morí al monestir cap al final del segle x, i fou sebollit a la capella de Santa María de Valdeflores, fundada prop de l'església del monestir. Jeu en un sepulcre paleocristià del segle iii, amb un crismó tallat, i coberta del segle v; probablement fou adquirit al sud de França.

## Veneració
El seu culte popular començà des del moment de la seva mort. Mantingut pels benedictins, era autoritzat pels bisbes de Mondoñedo. Cada 30 d'agost hi havia una romeria al monestir, on la gent treia aigua del Pozo Santo. La diòcesi va preparar l'expedient per a remetre'l a Roma i sol·licitar la canonització del comte, però la desamortització de 1835 impedí que tirés endavant i el procés quedà interromput.

### Llegenda del sepulcre
Al voltant del sepulcre del sant hi ha una llegenda popular. El comte, ja monjo, va arribar a Jaffa durant el seu pelegrinatge; hi trobà tres moros que esculpien un sepulcre i els ho comprà per 300 sicles d'or. Amb la seva gaiata de pelegrí va fer un forat al fons del sarcòfag com a marca distintiva i el feu portar al mar: el llençà a les aigües i l'arca de pedra, surant, començà a navegar, arribant a Galícia, a la platja de Moureda. En trobar-lo, intentaren moure'l però ningú no va poder; el bisbe Teodomir de Mondoñedo intentà portar-lo a la catedral però tampoc no pogué. Finalment, Osori tornà del pelegrinatge, reconegué el sarcòfag i només ell va poder fer que es pogués moure, portant-lo al monestir i destinant-lo per guardar la seva despulla.